# Правило Дюкло — Траубе
Правило Дюкло-Траубе — зависимость, связывающая поверхностную активность водного раствора органического вещества с длиной углеводородного радикала в составе его молекулы. Согласно этому правилу, при увеличении длины углеводородного радикала на одну группу СΗ2 поверхностная активность вещества увеличивается в среднем в 3,2 раза.
Поверхностная активность зависит от строения молекул ПАВ; последние обычно состоят из полярной части (группы, обладающие большим дипольным моментом) и неполярной части (алифатические или ароматические радикалы). В границах гомологического ряда органических веществ, концентрация, необходимая для понижения поверхностного натяжения водного раствора до определённого уровня, снижается в 3-3,5 раза при увеличении углеродного радикала на одну -СΗ2-группу.
Правило было сформулировано И. Траубе в 1891 году в результате его опытов, проведённых на растворах множества веществ (карбоновые кислоты, эфиры, спирты, кетоны) в воде. Предшествующие исследования Э. Дюкло хотя и были близки по духу к работам Траубе, но не предлагали никакой ясной зависимости концентрации, поэтому в зарубежной литературе правило носит лишь имя Траубе.. Термодинамическую интерпретацию правила Траубе дал в 1917 году И. Ленгмюр.